# Мурине-Воке
Мурине-Воке (до 1918 года Вака-Мурованая, лит. Mūrinė Vokė, пол. Waka Murowana) — район Вильнюса, бывшая деревня, ранее располагавшаяся в Лентварском старостве, в Тракайском районе Вильнюсского уезда Литвы. Располагается в 1 км на севере от Траку-Воке, на левом берегу реки Воке.

## История
В XIX веке в деревне была построена водяная мельница, которая в 1889 году была переделана в бумажную фабрику, затем — в картонную. В деревне есть небольшое водохранилище.
Ранее деревня входила в состав Тракайского района, 24 апреля 1996 года была включена в состав Вильнюсского городского самоуправления.

## Население
| 1905                           | 1931 | 1959 | 1970 | 1979 | 1989 |
| ------------------------------ | ---- | ---- | ---- | ---- | ---- |
| 50                             | 48   | 100  | 120  | 96   | 82   |
| Гистограмма динамики населения |      |      |      |      |      |